# Chacho
Eduardo González Valiño, mais conhecido como Chacho (14 de abril de 1911 - 21 de outubro de 1979), foi um futebolista espanhol. Ele competiu na Copa do Mundo FIFA de 1934, sediada na Itália, na qual a seleção de seu país terminou na quinta colocação dentre os 16 participantes.